# 全棘奈氏鱈
全棘奈氏鱈，為輻鰭魚綱鱈形目鼠尾鱈科的其中一種。分布於中太平洋區的夏威夷群島海域，為特有種，棲息在中水層，約水深563-686公尺，生活習性不明。